# Placa dental

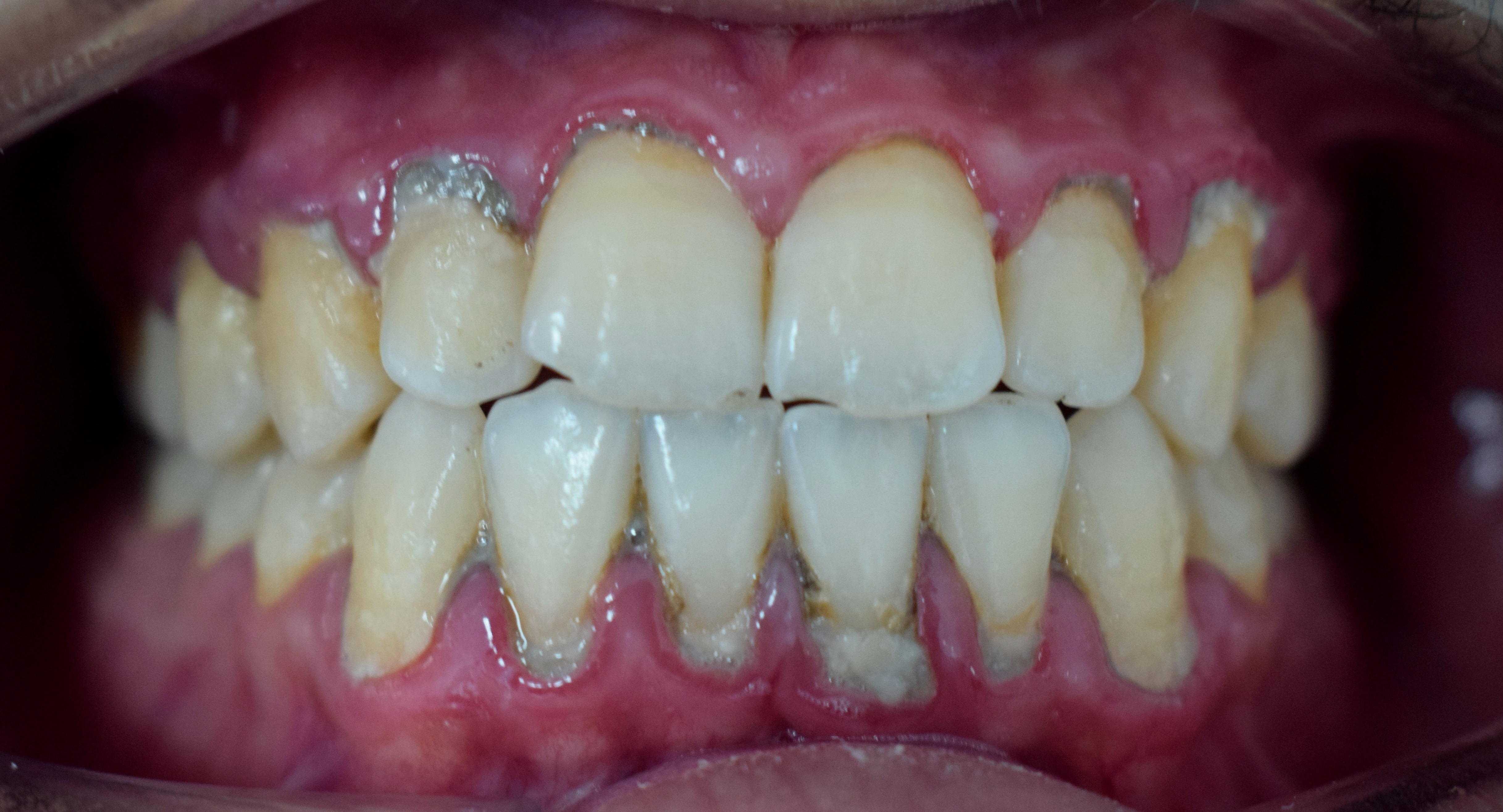
Acumulación de placa dental en los incisivos y caninos.

Se llama placa dental a una acumulación heterogénea de una comunidad microbiana variada, aerobia y anaerobia, rodeada por una matriz intercelular de polímeros de origen salival y microbiano. Estos     microorganismos pueden adherirse o depositarse sobre las paredes de las piezas dentarias. Su presencia puede estar asociada a la salud, pero si los microorganismos consiguen los sustratos necesarios para sobrevivir y persisten mucho tiempo sobre la superficie dental, pueden organizarse y causar caries, gingivitis (enfermedades de las encías) o Periodontitis. La placa dental no es uniforme sino que su composición varía de persona a persona y de diente a diente.
Las encías enrojecidas, inflamadas o que sangren pueden ser las primeras señales de una gingivitis. Si la enfermedad es ignorada, los tejidos que mantienen a los dientes en su lugar pueden comenzar a destruirse y eventualmente se pierden los dientes.
La placa dental se forma en la superficie de dientes, encía y restauraciones, y difícilmente puede observarse, a menos que esté teñida. Su consistencia es blanda, mate, color blanco-amarillo. Se forma en pocas horas y se elimina principalmente con el arrastre mecánico del cepillo dental. Además, puede eliminarse con chorros de agua a presión como los que ofrecen los irrigadores dentales. Lo más importante para su eliminación es el arrastre mecánico de la placa bacteriana. Varía de un individuo a otro, y también varía su localización anatómica. Si la placa dental se calcifica, puede dar lugar a la aparición de cálculos o sarro tártaro.

## Composición
La matriz intracelular + las bacterias+las células grupales

### Matriz intracelular
La matriz intracelular es un entramado orgánico con origen de bacterias, formado por restos de la destrucción de bacterias y polisacáridos de cadena muy largas sintetizados por las propias bacterias a partir de las sales de la dieta. Tiene tres funciones: sujeción, sostén y protección de las bacterias de la placa.

### Bacterias
Las bacterias de la placa dental son muy variadas: hay unos 200-300 tipos. Las características bacterianas de cariogenicidad son las siguientes:
a) crecer y adherirse a la superficie malaria.
b)  sintetizar polisacáridos de las sales
c) no producen ácidos.
d)  no soportan bien en medios ácidos.

#### Bacterias cariogénicas
a) Estreptococos: mutans, sobrinus, sanguis, salivalis. Son los que inician las caries. Tienen propiedades acidúricas: desmineralizan el esmalte y la dentina.
b) Lactobacilus casei: Es acidófilo, continua las caries ya formadas, con proteolíticos: desnaturalizan las proteínas de la dentina.
c) Actinomyces: viscosus, naeslundii. Tienen acción acidúrica y proteolítica.

## La película adquirida
Se trata de un revestimiento insoluble que se forma de manera natural y espontánea en la superficie dentaria. Es una película orgánica de origen salival, libre de elementos celulares, que se forma por depósito selectivo de glucoproteínas salivales en la superficie de la hidroxiapatita del esmalte dental. 
Tiene dos funciones principales: 
a) Protectora: se opone a la descalcificación dentaria, impidiendo la penetración de los ácidos y el egreso de cationes desde la superficie del esmalte del diente hacia el medio.
b) Destructiva: permite la colonización bacteriana. Posee carga negativa y, gracias a puentes de calcio, los microorganismos (primeramente los cocos) se adhieren a la misma.

## Formación de la placa dental
Formada la película, es colonizada por microorganismos de la cavidad bucal (residentes); el primer microorganismo que establece esta unión es el Streptococcus sanguis, posteriormente seguirán coagregándose muchos más microorganismos, sobre todo del género Gram + y aerobios.

### Etapas de colonización
1. Deposición: fase en que los microorganismos incapaces de unirse químicamente o físicamente a la película, se depositan en fosas y fisuras (defectos estructurales del esmalte) y estos defectos los retienen. Esta fase es reversible porque no se unen, solo se depositan, es reversible porque hay factores extrínsecos (cepillado) o intrínsecos (saliva) que impiden su unión. Sin embargo en superficies lisas, como caras vestibulares si hay una adherencia y no una deposición. la adhesión es dada por puentes iónicos que se forman entre la película adquirida y las bacterias cargadas negativamente y que son unidas a través de iones cargados positivamente (calcio, hidrógeno, magnesio) proporcionados por la saliva. Otro mecanismo que facilita esta adhesión son las fimbrias y pilis que se unen a receptores específicos de la película. Una vez hay una adhesión entre microorganismos y diente, se considera una unión irreversible para los factores intrínsecos, sin embargo reversible para factores extrínsecos como el cepillado.
2. Coagregación: se refiere a los microorganismos que forman o formarán la segunda capa sobre aquellos que están previamente adheridos a la película, puede ser homotípica (cuando se unen 2 microorganismos de la misma especie) o heterotípica (cuando se unen 2 especies distintas).
3. Crecimiento y maduración: con la coagregación se siguen formando capas y más capas, conforme aumentan las capas se darán una serie de cambios.

- Cambios cuantitativos; se reproducen y aumentan en población los microorganismos previamente adheridos o por coagregación de la misma o nuevas especies.
- Cambios cualitativos; conforme se van agregando las capas, la placa se va volviendo más gruesa, por lo tanto el ambiente o ecosistema de las capas más profundas cambiará radicalmente, es decir pasará de un ambiente aerobio a uno anaerobio, esto entonces producirá un cambio de la especie predominante en dichas áreas de la placa.

## Diferencias entre placa supra y sub gingival
- Placa supragingival
  - Es una placa que se ubica en las superficies de los dientes.
  - Placa organizada de manera oblicua y perpendicular al eje largo del diente.
  - Predominan bacterias Gram +.
  - En las capas más profundas predominan bacterias anaerobias estrictas y, en las más superficiales, las bacterias anaerobias facultativas.
  - La actividad metabólica con que se relaciona, se basa en la fermentación láctica, o producción de ácido láctico producto de la metabolización bacteriana de carbohidratos.
  - Se relaciona con la caries dental.
- - Placa subgingival
  - Es una placa dental que por lo general se ubica en el surco gingival entre el diente y la encía.
  - Es una placa laxa, desorganizada, floja, no hay formación previa de película adquirida, ya que la mayoría de las bacterias se depositan mas no se adhieren.
  - Predominan bacterias Gram -.
  - En un surco sano se encuentran más bacterias anaerobias facultativas y algunos Anaerobios Estrictos, pero en un surco enfermo o con una periodontopatía se halla un predominio de anaerobios estrictos.
  - La actividad metabólica de estas bacterias es por lo general proteolítica, hidrólisis de proteínas, aminoácidos, lo que produce mal aliento (halitosis) y enfermedad periodontal.

## Microorganismos presentes en la placa dental
- Streptococcus sanguis
- Actinomyces naeslundii
- Streptococcus mitis, Oralis, Sobrinus
- Neisseria flava, Subflava
- Rothia dentocariosa
- Corynebacterium difteroides
- Algunas especies de Candida
- A las 48 horas se presenta un aumento de Streptococcus sanguis.
- A los 7 días de la formación de la película adquirida, hay un aumento de Streptococcus mutans.
- Porphyromonas spp
- Prevotellas spp
- Fusobacterium spp
- Aggregatibacter actinomycetemcomitans (antes actinobacillus)'
- Actinomyces spp
- Peptostreptococcus micros
- Staphylococcus aureus
- Eubacterium spp
- Veionella
- Candida Albicans
- Mycoplasmas
- Bacteriófagos
- Virus Epstein-Barr y citomegalovirus

## Placa bacteriana y placa dental
El término placa bacteriana ya no se utiliza, porque se han aislado de la placa virus, micoplasmas, hongos, protozoarios y rickettsias y arqueas o archaeas. Debido a esto, se usa el término biofilm oral, ya que hoy existen evidencias que la masa microbiana no se limita a formarse solo en los dientes, y el complejo microbiano ofrece la posibilidad de englobar millones de microorganismos en comunidades bien organizadas.

## Eliminación

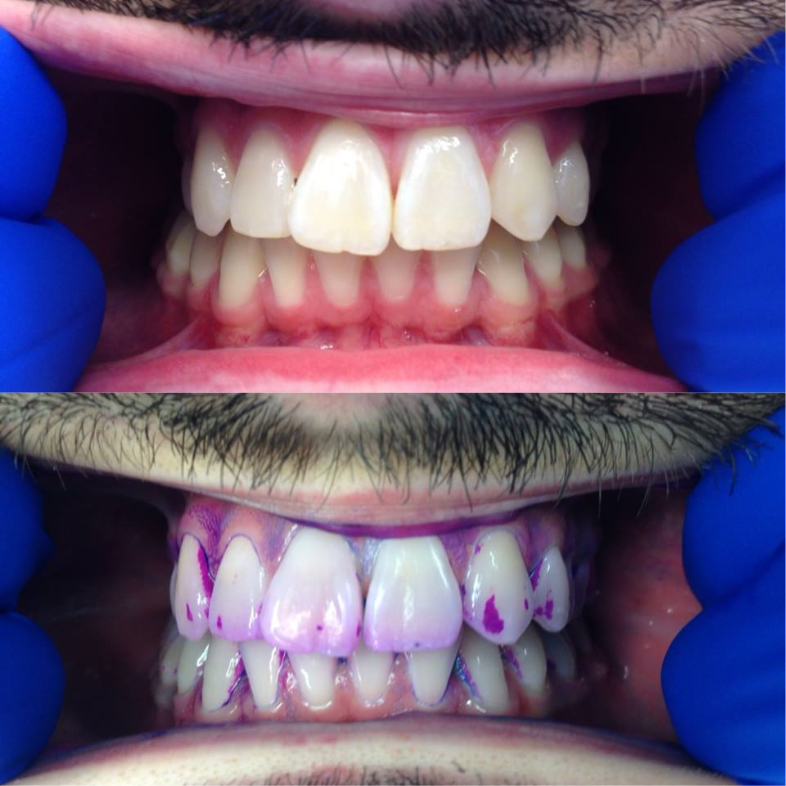
Aplicación de gel que revela la ubicación de la placa dental, las zonas coloreadas violetas indican una acumulación.

El objetivo de cepillarse los dientes es eliminar esta placa dental (entre otras cosas). Debe eliminarse a medida que se forma. No deben quedar depósitos en los dientes al final del cepillado: un diente limpio es tan suave como un espejo. Así, deslizando suavemente la punta de la lengua sobre la superficie de los dientes se puede comprobar fácilmente si todos los dientes están perfectamente limpios (lisos como un espejo) o incluso granulados (persistencia de la placa dental). Puedes utilizar un revelador de placa, que consiste en enjuagar la boca con un tinteen forma líquida o pastilla, reaccionando al contacto con ella y revelando así las localizaciones donde queda la placa dental tras el cepillado, permitiendo corregir la técnica porque resalta zonas olvidadas o desatendidas. Algunos desarrolladores de placa tiñen la placa vieja con un color y la placa recién formada con otro, más específicamente designando áreas completamente ignoradas por el cepillado.

## Historia
El científico neerlandés Anton van Leeuwenhoek fue el primero en observar "animálculos" en los raspados dentales.